# Stevan Stojanović Mokranjac

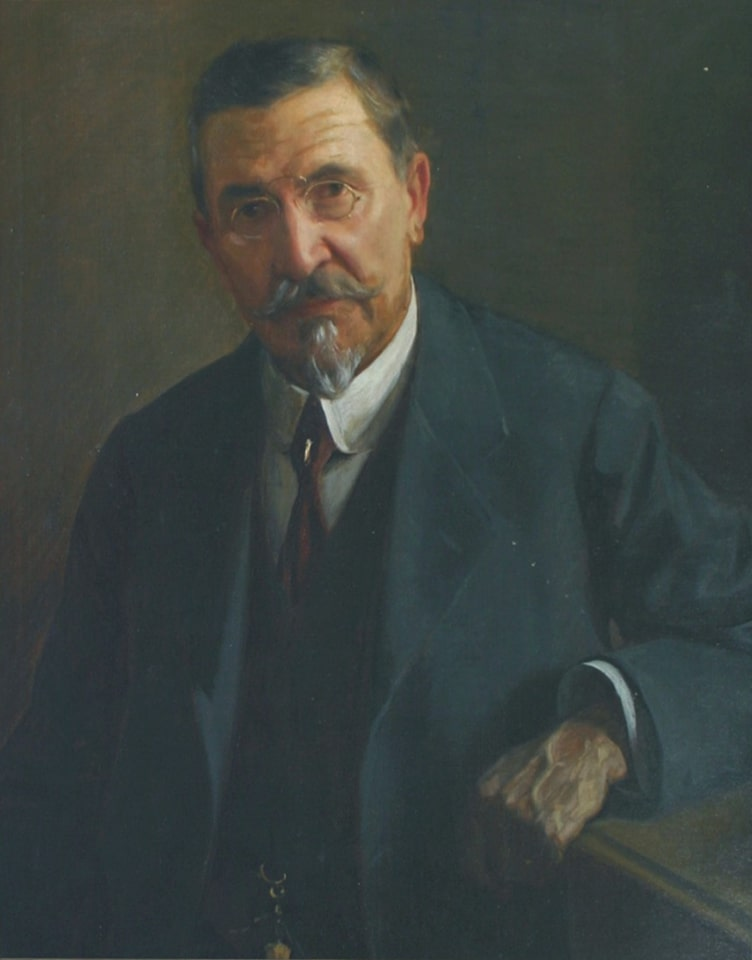
Mokranjac, Porträt von Uroš Predić

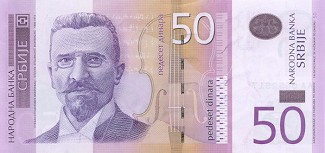
50-Dinar-Banknote

Stevan Stojanović Mokranjac (serbisch-kyrillisch Стеван Стојановић Мокрањац; * 28. Dezember 1855jul. / 9. Januar 1856greg. in Negotin; † 28. September 1914 in Skopje) ist einer der bedeutendsten serbischen Komponisten und Musikpädagogen des 19. Jahrhunderts. Sein Beiname Mokranjac weist auf das Dorf Mokranje hin, den Geburtsort seines Vaters.
Stevan Stojanović studierte Mathematik an der Universität Belgrad, dann von 1879 bis 1882 Harmonie und Komposition an der Hochschule für Musik in München, unter anderem bei Josef Gabriel Rheinberger von 1884 bis 1885 in Rom und von 1885 bis 1887 am Konservatorium Leipzig. Seine Arbeit war stark von geistlichen Liedern und von Volksliedern beeinflusst, und beide Musikrichtungen waren ihm Inspiration für seine Werke. Zu seinen berühmtesten Stücken gehört der Liederzyklus Rukoveti, der auf Volksmusikmotiven aus Bosnien, Serbien, Mazedonien und Bulgarien basiert. Mehrere seiner Werke sind nur für den orthodoxen gottesdienstlichen Gebrauch komponiert, wie die Vertonung der Heiligen Liturgie des Johannes Chrysostomos (1894–1895) mit dem Cherubinischen Hymnus als eindrucksvollsten Teil.
Im Jahr 1899 begründete er mit Stanislav Binički die Belgrader Musikschule, deren erster Direktor er wurde und die heute seinen Namen trägt. Seit 1906 gehörte Stevan Mokranjac der Serbischen Akademie der Wissenschaften und Künste an. Kurz nach Ausbruch des Ersten Weltkriegs flüchtete er mit seiner Familie aus dem umkämpften Belgrad nach Skopje. Im September 1923 initiierte Georg Weifert die Überführung des verstorbenen Komponisten in ein Ehrengrab auf dem Neuen Friedhof in Belgrad. Stevan Stojanović Mokranjac ist auf der aktuellen 50-Dinar-Banknote der Republik Serbien abgebildet.